# Nizina Mandżurska
Nizina Mandżurska (chiń. upr. 东北平原; chiń. trad. 東北平原; pinyin Dōngběi Píngyuán; dosł. „Nizina Północno-Wschodnia”), także Nizina Songliao (chiń. upr. 松辽平原; chiń. trad. 松遼平原; pinyin Sōngliáo Píngyuán) – nizina w północno-wschodnich Chinach, w dorzeczu Sungari i Liao He, nad Zatoką Liaotuńską, otoczona Górami Wschodniomandżurskimi oraz Wielkim i Małym Chinganem. Rozciąga się na długości ok. 1000 km i szerokości 300–400 km. Zajmuje obszar zapadliska tektonicznego o powierzchni ok. 350 tys. km², które wypełniają trzecio- i czwartorzędowe osady jeziorne i rzeczne oraz lessy, a bliżej morza – także utwory morskie. Posiada mało urozmaiconą rzeźbę i wznosi się maksymalnie na wysokość 300 m n.p.m. W części środkowej i na północy występują liczne płytkie jeziora i bagna.
Rozległe obszary czarnoziemów stepowych umożliwiły rozwój rolnictwa. Na Nizinie Mandżurskiej uprawia się pszenicę, soję, buraki cukrowe, kukurydzę, jęczmień, proso, sorgo, ziemniaki, len, na południu także ryż i konopie. Ponadto rozpowszechniona jest hodowla koni i owiec oraz pszczelarstwo. Ważny region przemysłowy i górniczy z bogatymi złożami rud żelaza, węgla kamiennego i ropy naftowej. Główne miasta to Shenyang, Anshan, Changchun i Harbin.
W obrębie Niziny Mandżurskiej wyróżnia się kilka mniejszych nizin, m.in. Liaohe i Songnen.